# Olympische Sommerspiele 1936/Segeln – 8-m-Klasse
Die Segelregatta mit der 8-m-Klasse bei den Olympischen Sommerspielen 1936 fand vom 4. bis 12. August 1936 statt. Austragungsort war der Olympiahafen Düsternbrook in der Kieler Förde.
Die Regatta war eine Offene Klasse, somit durften sowohl Männer als auch Frauen teilnehmen. Beryl Preston aus Großbritannien und Antonia Churchill aus den Vereinigten Staaten waren die einzigen beiden Frauen, die an diesem Wettkampf teilnahmen.
Olympiasieger wurden die Italiener mit Steuermann Giovanni Reggio und seiner Crew bestehend aus: Bruno Bianchi, Luigi De Manincor, Domenico Mordini, Enrico Poggi, Luigi Poggi.
Da das norwegische und das deutsche Boot nach sieben Rennen beide 53 Punkte hatten, trugen die beiden Boote ein Stechen um den zweiten Rang aus. Die norwegische Crew konnte dieses zu ihren Gunsten entscheiden und gewann somit die Silbermedaille und die deutsche Besatzung wurde mit der Bronzemedaille ausgezeichnet.

## Äußere Bedingungen
Alle Rennen wurden auf 10:30 Uhr angesetzt. Die Regattastrecke befand sich vor Schilksee.
| Datum      | Rennen | Wetter                           | Windrichtung  | Windgeschwindigkeit | Startzeit | Anmerkung                        |
| ---------- | ------ | -------------------------------- | ------------- | ------------------- | --------- | -------------------------------- |
| 04.08.1936 | I      | Bewölkt, gelegentlich Regen      | Süd-West      | 12 m/s              | 12:05     | Verschoben wegen starkem Seegang |
| 05.08.1936 | II     | Sonnig, später bewölkt und Regen | West-Süd-West | 3–4 m/s             | 10:30     |                                  |
| 06.08.1936 | III    | Sonnig                           | West-Süd-West | 5–6 m/s             | 10:30     |                                  |
| 07.08.1936 | IV     | Leicht bewölkt                   | Nord-Ost      | 2 m/s               | 10:40     | Verschoben wegen Windstille      |
| 08.08.1936 | V      | Nebel, später leicht bewölkt     | Nord-Ost      | 2–3 m/s             | 11:45     | Verschoben wegen Nebel           |
| 09.08.1936 | VI     | Windstill                        | Ost-Nord-Ost  | 2–3 m/s             | 11:50     | Verschoben wegen Windstille      |
| 10.08.1936 | VII    | Gut                              | Süd-Ost       | 2–3 m/s             | 10:30     |                                  |
| 12.08.1936 | VII    | Leicht bewölkt                   | Ost           | 4–5 m/s             | 14:05     |                                  |

### Tagesplatzierungen

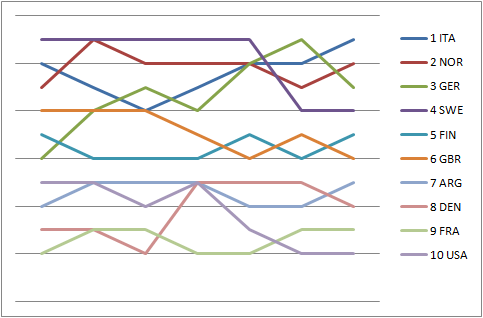

## Ergebnisse
| Rang   | Land | Crew | Yachtname    | Rennen I | Rennen I | Rennen II | Rennen II | Rennen III | Rennen III | Rennen IV | Rennen IV | Rennen V | Rennen V | Rennen VI | Rennen VI | Rennen VII | Rennen VII | Stechen | Gesamt |
| Rang   | Land | Crew | Yachtname    | Pkt.     | Rang     | Pkt.      | Rang      | Pkt.       | Rang       | Pkt.      | Rang      | Pkt.     | Rang     | Pkt.      | Rang      | Pkt.       | Rang       | Punkte  | Punkte |
| ------ | ---- | --- | ------------ | -------- | -------- | --------- | --------- | ---------- | ---------- | --------- | --------- | -------- | -------- | --------- | --------- | ---------- | ---------- | ------- | ------ |
| Gold   | ITA  | Giovanni Reggio · Bruno Bianchi · Luigi De Manincor · Domenico Mordini · Enrico Poggi · Luigi Poggi                            | Italia       | 9        | 2        | 6         | 5         | 5          | 6          | 10        | 1         | 8        | 3        | 8         | 3         | 9          | 2          |         | 55     |
| Silber | NOR  | Olaf Ditlev-Simonsen · John Ditlev-Simonsen · Lauritz Schmidt · Hans Struksnæs · Jacob Tullin Thams · Nordahl Wallem           | Silja        | 8        | 3        | 10        | 1         | 9          | 2          | 5         | 6         | 6        | 5        | 7         | 4         | 8          | 3          | 1       | 53     |
| Bronze | GER  | Hans Howaldt · Fritz Bischoff · Alfried Krupp von Bohlen und Halbach · Eduard Mohr · Felix Scheder-Bieschin · Otto Wachs       | Germania III | 5        | 6        | 9         | 2         | 7          | 4          | 7         | 4         | 10       | 1        | 10        | 1         | 5          | 6          | 2       | 53     |
| 4      | SWE  | Tore Holm · Marcus Wallenberg · Wilhelm Moberg · Detlov von Braun · Per Gedda · Bo Westerberg                                  | Ilderim      | 10       | 1        | 8         | 3         | 10         | 1          | 8         | 3         | 5        | 6        | 0         | DSQ       | 10         | 1          |         | 51     |
| 5      | FIN  | Gunnar Grönblom · Hilding Silander · Oscar Sumelius · Olof Wallin · Sven Grönblom · Walter Kjellberg                           | Cheerio      | 6        | 5        | 5         | 6         | 8          | 3          | 4         | 7         | 7        | 4        | 0         | DSQ       | 7          | 4          |         | 37     |
| 6      | GBR  | Kenneth Preston · Robert Steele · Joseph Compton · John Eddy · Beryl Preston · Francis Preston                                 | Saskia       | 7        | 4        | 7         | 4         | 6          | 5          | 6         | 5         | 2        | 9        | 6         | 5         | 2          | 9          |         | 36     |
| 7      | ARG  | Rufino Rodríguez de la Torre · Mario Ortíz · Luis Domingo Aguirre · Hipólito Gil · Rafael Ernesto Iglesias · Guillermo Peralta | Matrero II   | 3        | 8        | 4         | 7         | 4          | 7          | 2         | 9         | 3        | 8        | 5         | 6         | 4          | 7          |         | 25     |
| 8      | DEN  | Niels Wal Hansen · Hans Tholstrup · Otto Gunnar Danielsen · Carl Berntsen · Vagn Kastrup · Niels Schibbye                      | Anitra       | 2        | 9        | 1         | 10        | 1          | 10         | 9         | 2         | 9        | 2        | 0         | DSQ       | 0          | DNF        |         | 22     |
| 9      | FRA  | Pierre Arbaut · Pierre Gaudermen · Rémi Schelcher · Charles Gaulthier · Henri Bachet · Ernest Granier                          | EA II        | 1        | 10       | 2         | 9         | 2          | 9          | 0         | DSQ       | 4        | 7        | 9         | 2         | 3          | 8          |         | 21     |
| 10     | USA  | Owen Churchill · Robert Sutton · Karl Dorsey · William Keane · Frederick Shick · Antonia Churchill                             | Angelita     | 4        | 7        | 3         | 8         | 3          | 8          | 3         | 8         | 1        | 10       | 0         | DSQ       | 6          | 5          |         | 20     |